# Ramphotyphlops lineatus
Ramphotyphlops lineatus är en ormart som beskrevs av Schlegel 1839. Ramphotyphlops lineatus ingår i släktet Ramphotyphlops och familjen maskormar. Inga underarter finns listade i Catalogue of Life.
Denna orm förekommer på södra Malackahalvön, på Borneo, på Sumatra, på Java och på flera mindre öar i regionen. Arten lever i låglandet och i bergstrakter upp till 1420 meter över havet. Individerna lever i skogar och på odlingsmark. Ramphotyphlops lineatus gräver i lövskiktet och i det översta jordlagret. Honor lägger ägg.
Beståndet hotas regionalt av skogsröjningar. I utbredningsområdet ingår flera skyddszoner. IUCN kategoriserar arten globalt som livskraftig.